# Czopi i księżniczka
Czopi i Księżniczka / Przygody Księżniczki (jap. リボンの騎士 Ribon no Kishi) – manga autorstwa Osamu Tezuki.
Na jej podstawie w 1967 roku powstała adaptacja w formie anime wyprodukowana przez studio Mushi Production. 
W Polsce serial ukazywał się pod wieloma tytułami i został wydany na kasetach VHS. 

## Fabuła
W królestwie Silverland królowi i królowej przychodzi na świat przyszła następczyni tronu. Niestety okazuje się, że tam panuje zakaz objęcia tronu przez kobiety. Monarchowie postanawiają ukryć córkę w chłopięcym przebraniu. Wkrótce Saphire wyrasta na dziewczynę i przeżywa wiele przygód. Towarzyszy jej aniołek Czopi.

## Anime

### Obsada
- Yoshiko Ōta jako Księżniczka Sapphire
- Noriko Shindou jako Królowa
- Chieko Kitagawa jako Plastic
- Goro Naya jako Lord Nylon
- Kyoji Kobayashi jako Król
- Masashi Amenomori jako Książę Duralumin
- Reiko Mutoh jako Hekate
- Ryusuke Shiomi jako Diabeł Mefisto
- Takako Sasuga jako Twink

### Piosenki
- Opening: Ribbon No Kishi oraz Ending: Ribbon No March w wykonaniu Yoko Maekawa.

### Wersja polska
Serial ukazał się w Polsce pod wieloma tytułami:
- Czopi i księżniczka (Muvi (film))[4]
- Przygody Księżniczki (Porion, Montevideo)
- Dzielna Królewna (Video Silver, Magic Group)[5]
- Mała Księżniczka (Wel-Pol)[6][7]
- Księżniczka i Żebrak (TV Puls) (VHS, niektóre odcinki, czyta Janusz Kozioł)

Dystrybutor VHS w Polsce: Muvi (film); Video Silver (film); Montevideo (3 odcinki na kasecie); Magic Group (trzy odcinki na kasecie); Wel-Pol Z.G.

### Lista odcinków
| N/o | Tytuł odcinka                                       | Premiera             |
| --- | --------------------------------------------------- | -------------------- |
| 1   | Ōji to tenshi (王子と天使)                          | 2 kwietnia 1967      |
| 2   | Maō tōjō (魔王登場の巻)                             | 9 kwietnia 1967      |
| 3   | Bujutsu taikai (武術大会の巻)                       | 16 kwietnia 1967     |
| 4   | Odore furantsu (踊れフランツ)                       | 23 kwietnia 1967     |
| 5   | Kaibutsu no tani (怪物の谷)                         | 30 kwietnia 1967     |
| 6   | Kodomo to kyojin (小人と巨人)                       | 7 maja 1967          |
| 7   | Noroi no hakuchō (のろいの白鳥)                     | 14 maja 1967         |
| 8   | Maboroshi no uma (幻の馬)                           | 21 maja 1967         |
| 9   | Kowasareta ningyō (こわされた人形)                  | 28 maja 1967         |
| 10  | Safaiya no kānibaru (サファイヤのカーニバル)        | 4 czerwca 1967       |
| 11  | Nemuri no sei (ねむりの精)                          | 11 czerwca 1967      |
| 12  | Osorubeshi saishūheiki (おんぼろ王子)               | 18 czerwca 1967      |
| 13  | Bara no kan (ばらの館)                              | 25 czerwca 1967      |
| 14  | Nana hiki no koyagi (七匹のこやぎ)                  | 2 lipca 1967         |
| 15  | Ōgon no kitsune kari (黄金のキツネ狩り)             | 9 lipca 1967         |
| 16  | Chinku to koretto-chan (チンクとコレットちゃん)     | 16 lipca 1967        |
| 17  | Sayonara yūrei-san (さよならユーレイさん)           | 23 lipca 1967        |
| 18  | Fushigi na kagami (ふしぎなカガミ)                  | 30 lipca 1967        |
| 19  | Mahō no pen (魔法のペン)                            | 6 sierpnia 1967      |
| 20  | Kaijū kagera (怪獣カゲラ)                           | 13 sierpnia 1967     |
| 21  | Sekaiichi no o yatsu (世界一のおやつ)               | 20 sierpnia 1967     |
| 22  | Taikan shiki (たいかん式の巻)                       | 27 sierpnia 1967     |
| 23  | Ribon no kishi genwaru (リボンの騎士現わる)         | 3 września 1967      |
| 24  | Arashi no kanoke tō (嵐のかんおけ塔)                | 10 września 1967     |
| 25  | Ōsama banzai (王様バンザイ)                         | 17 września 1967     |
| 26  | Yuki no joō (雪の女王)                              | 24 września 1967     |
| 27  | Soge! Kuro kumo shima (急げ!黒雲島)                 | 1 października 1967  |
| 28  | Tetsu shishi (鉄獅子)                               | 8 października 1967  |
| 29  | Yuki no joō no saigo (雪の女王の最後)               | 15 października 1967 |
| 30  | Sora tobu kaitō (空とぶ怪盗)                        | 22 października 1967 |
| 31  | Chinku to umi no ojō-sama (チンクと海のお嬢さま)    | 29 października 1967 |
| 32  | Safaiya no takara (サファイヤの宝)                  | 5 listopada 1967     |
| 33  | Piramiddo no kaijin (ピラミッドの怪人)              | 12 listopada 1967    |
| 34  | Kyo shika mūsu (巨鹿ムース)                         | 19 listopada 1967    |
| 35  | Hikōsen o oe! (飛行船を追え!)                       | 26 listopada 1967    |
| 36  | Kaette kita dai majo (帰ってきた大魔女)             | 3 grudnia 1967       |
| 37  | Safaia o sukue! (サファイヤを救え!)                 | 10 grudnia 1967      |
| 38  | Kishi no okite (騎士の掟)                           | 17 grudnia 1967      |
| 39  | Bīnasu no netami (ビーナスのねたみ)                 | 24 grudnia 1967      |
| 40  | Kyōfu no X teikoku (恐怖のX帝国)                    | 7 stycznia 1968      |
| 41  | Ochamena Teppi (おちゃめなテッピー)                 | 14 stycznia 1968     |
| 42  | Nezumi tori dai sakusen (ねずみ取り大作戦)          | 21 stycznia 1968     |
| 43  | Wana ni kakatta safaiya (ワナにかかったサファイヤ)  | 28 stycznia 1968     |
| 44  | Sakebu shiro washi (さけぶ白ワシ)                   | 4 lutego 1968        |
| 45  | Chinku to yūrei sen (チンクとゆうれい船)            | 11 lutego 1968       |
| 46  | Fushigi no mori no safaiya (ふしぎの森のサファイヤ) | 18 lutego 1968       |
| 47  | Samayō furantsu (さまようフランツ)                  | 25 lutego 1968       |
| 48  | Umi ni kieta safaiya (海に消えたサファイヤ)         | 3 marca 1968         |
| 49  | Hekēto no hohoemi (ヘケートのほほえみ)              | 10 marca 1968        |
| 50  | Baberu Shiro no kuro kishi (バベル城の黒騎士)       | 24 marca 1968        |
| 51  | Moeru shirubārando (燃えるシルバーランド)           | 31 marca 1968        |
| 52  | Shirubārando shiawase ni (シルバーランド幸せに)     | 7 kwietnia 1968      |